# آرسن میخائیلوف
آرسن پیوتری میخائیلوف (ارمنی: Արսեն Պյոտրի Միխայլով؛ زادهٔ ۲۹ ژانویهٔ ۱۹۶۳) سیاستمدار آشوریان ارمنستان اهل ارمنستان است که از تاریخ ۲۰۱۷ تا تاریخ ۲۰۲۱ سمت نمایندگی دوره‌های ششم و هفتم مجلس ملی جمهوری ارمنستان را برعهده داشت.

## زندگی‌نامه
در 	۲۹ ژانویهٔ ۱۹۶۳ در آرزنی به دنیا آمد و از دانشگاه لووف فارغ‌التحصیل شد. 